# Vitamine K
Vitamine K is een vetoplosbare vitamine.

## Geschiedenis

De chemische structuur vitamine K_{1} de buiten de haken vallende atomen vormen de 4e isopreen-eenheid).

Het bestaan van een "vitamine K" werd door de Deense onderzoeker Henrik Dam gepostuleerd, nadat hem in 1929 bij onderzoek naar de cholesterolsynthese van kippen was opgevallen, dat de dieren na twee à drie weken op een dieet zonder cholesterol onderhuidse bloedingen in spieren en andere organen ontwikkelden. Hij kon uitsluiten dat dit te maken had met een tekort aan de vitamines A, B1, B2, C of D , vetten of cholesterol zelf. Hij noemde de vitamine, die anders voor de bloedstolling zorgde, coagulatievitamine of in het Deens Koagulations Vitamin, dat tot vitamine K werd afgekort. Coagulatie is een ander woord voor bloedstolling.
Verdere onderzoekspogingen volgden en in 1935 werd deze groep verbindingen ten slotte als een essentieel vitamine met lipofiele eigenschappen erkend. In 1939 isoleerde Hendrik Dam vitamine K1 en Edward Adelbert Doisy vitamine K2 uit vis. De chemische structuur van vitamine K werd korte tijd later door Almquist en Stokstad van de Universiteit van Californië in Berkeley als eerste opgehelderd. In 1939, in hetzelfde nummer van het tijdschrift waarin Almquist en Stockstad publiceerden, publiceerden ook twee andere onderzoeksgroepen, die rondom Doisy en Fieser, hun artikelen met de synthese van vitamine K1. In 1940 beschreef Doisy de chemische structuur van vitamine K2.
In 1943 ontvingen Dam voor zijn ontdekking en Doisy voor het ophelderen van de structuur van deze vitaminegroep gezamenlijk de Nobelprijs voor de Fysiologie of Geneeskunde. Hoewel het onderzoek van Almquist en Stokstad plaatsvond vóór het onderzoek van Dam, liepen ze uiteindelijk een Nobelprijs mis. De publicatie van hun artikel werd door bureaucratie van universiteitsmedewerkers vertraagd, en aanvankelijk werd de publicatie van hun manuscript geweigerd.
Sinds de ontdekking van vitamine K is decennialang gedacht dat deze vitamine uitsluitend nodig is voor de bloedstolling. Daar kwam verandering in met de ontdekking van vitamine-K-afhankelijke eiwitten in botweefsel. Later zijn ook eiwitten in de vaatwand gevonden waarvan de werking afhankelijk is van vitamine K. Tegenwoordig  worden in hoog tempo en in heel veel weefsels dergelijke van vitamine K afhankelijke regeleiwitten gevonden. Daardoor groeit de wetenschappelijke belangstelling voor vitamine K enorm. Lange tijd heeft, met het idee dat tekorten nauwelijks zouden voorkomen, het onderzoek naar vitamine K op een laag pitje gestaan.

## Vormen
Vitamine K omvat een groep verbindingen met een gemeenschappelijke kern van menadion, 2-methyl-1,4-naftochinon, en een zijketen op de 3-positie. De verbindingen verschillen in de aard en lengte van die zijketen.
- Vitamine K1 - fyllochinon, fylloquinon en fytomenadion - heeft een fytyl-zijketen. Deze vorm is vooral te vinden in groene bladgroenten, zoals in spinazie, broccoli, spruitjes en bloemkool, evenals in algen en plantaardige oliën. Tijdens hydrogenering van plantaardige oliën wordt fyllochinon omgezet in het minder biologisch actieve dihydrofyllochinon. Ongeveer 90% van de vitamine K-inname in een typische westerse voeding is afkomstig van vitamine K1.
- Vitamine K2 - menachinon, menaquinon, afgekort MK - heeft zijketens gebaseerd op herhalende onverzadigde 5-koolstof-prenyl-eenheden. De lengte van de zijketens verschilt en het aantal prenyl-eenheden wordt aangeduid met het cijfer achter de MK-afkorting:
  - MK-4 - menachinon-4 - wordt niet door bacteriën geproduceerd, maar wordt door dieren, en mensen, geproduceerd uit fytomenadion. Het is in lage concentraties aanwezig in vlees en eieren.
  - MK-6, MK-7, MK-8 en MK-9 zijn vormen van vitamine K die door bacteriën worden geproduceerd en dus in gefermenteerd voedsel worden aangetroffen, zoals in schimmelkaas. Met name het Japanse voedingsmiddel natto is een rijke bron van MK-7. Ook in de microbiële flora van de dikke darm vindt in beperkte mate productie van vitamine K2 plaats. In hoeverre dit beschikbaar is voor absorptie is onderwerp van discussie. Vetoplosbare vitamines worden vooral in de kronkeldarm opgenomen.
- Vitamine K3 of menadion. Menadion heeft geen zijketen opgebouwd uit isopreen-eenheden, de methylgroep is wel aanwezig. Het heeft ook geen vitamine K-activiteit, het is een provitamine K. Het wordt vaak de synthetische vorm van vitamine K genoemd, hoewel bacteriën het ook kunnen aanmaken. Gewervelde dieren zijn in staat menadion, na reductie tot menadiol (beide ketonfuncties worden gereduceerd waarbij een hydrochinon ontstaat), om te zetten in MK-4 door eerst een 4-prenyl-zijketen toe te voegen op de 3-positie en vervolgens het dion weer te herstellen. Vitamine K3 is toegestaan voor verwerking in diervoeding. Toevoeging in voedingsmiddelen of farmaceutische producten voor menselijke consumptie is niet toegestaan.
- Vitamine K4 of menadiol. Tussenstap in de biosynthese van vitamine K2 uit menadion (vitamine K3, zie hierboven).

In een typisch westers voedingspatroon bestaat ongeveer 10% van de vitamine K-consumptie uit vitamine K2.

## Werking
Vitamine K is nodig voor het in de actieve vorm brengen van diverse regelenzymen, waaronder osteocalcine en Matrix Gla Proteïne. Daarbij functioneert vitamine K als een essentieel co-enzym voor een specifieke carboxyleringsreactie die glutamaat (Glu) op deze enzymen via het enzym γ-glutamylcarboxylase omzet in gamma-carboxylglutamaat (Gla). Om deze reden staan vitamine-K-afhankelijke eiwitten ook bekend als Gla-eiwitten.
Carboxylering van glutamaat is kritisch voor het vermogen om calciumionen Ca2+ te binden. Deze eigenschap van calciumbinding is belangrijk voor de activering van de van vitamine K-afhankelijke regelenzymen. Ondergecarboxyleerde Glu-eiwitten zijn inactief.
Voor activering van deze γ-carboxyleringsreacties is vitamine K nodig in zijn gereduceerde vorm, hydrochiinon KH2. Tijdens de reactie wordt vitamine K in het endoplasmatisch reticulum geoxideerd tot vitamine-K-epoxide KO en daarna enzymatisch weer teruggereduceerd tot vitamine K via het enzym vitamine K epoxide reductase VKOR. Coumarinederivaten, o.a. acenocoumarol, fenprocoumon en warfarine, grijpen in op deze vitamine-K-epoxidecyclus door deze terugreductie van epoxiden naar vitamine K te blokkeren.
- Bloedstolling: Vitamine K is onmisbaar voor de activering van stollingsfactoren, zoals de Gla-eiwitten II protrombine, VII proconvertine, IX en X evenals proteïne–C en proteïne–S door de lever. Een tekort of deficiëntie van vitamine K kan dan ook leiden tot bloedingen. Dit kan worden veroorzaakt door te weinig inname of levercirrose.
- Botstofwisseling: Vitamine K is betrokken bij de regulatie van botmineralisatie. Het botproteïne osteocalcine is afhankelijk van vitamine K. Om deze reden wordt vermoed dat vitamine K ook een rol speelt bij het voorkómen van osteoporose.
- Vaatwand: In de vaatwand is vitamine K essentieel voor de activering van matrix-Gla-proteïne MGP, een van sterkste remmers van kalkafzetting in de vaatwand die bekend is. Bij een tekort aan vitamine K2 is MGP onvoldoende actief. Suppletie met een combinatiepreparaat van vitamine K, vitamine D en mineralen gaat het verlies van vaatwandelasticiteit bij postmenopausale vrouwen tegen.[2]

Vitamine K2 is betrokken bij de aanmaak van het Gla-eiwit Gas6, het growth arrest specific gene 6 protein, een belangrijke regulator van celdeling, celdifferentiatie en celmigratie. Het beschermt cellen tegen apoptose, geprogrammeerde celdood. Mogelijk speelt Gas6 een rol bij de preventie van kanker.

## Vitamine K-behoefte
De huidige aanbevolen dagelijkse hoeveelheid (adh) voor vitamine K is:
- 75 µg voor volwassenen,
- 75 µg voor adolescenten,
- 35 µg voor kinderen.

Deze adh is gebaseerd op de rol van vitamine K in de bloedstolling, andere functies van vitamine K zijn nog niet in de adh opgenomen.
Het is lastig de benodigde hoeveelheid goed in te schatten vanwege productie van vitamine K door darmbacteriën.

## Vitamine K-tekort
Bij een te lage vitamine K-spiegel worden ondergecarboxyleerde vitamine K-afhankelijke eiwitten gevonden in het bloed. Deze worden PIVKA’s, proteins induced by vitamin K absence genoemd. PIVKA-protrombine, PIVKA-II, is marker voor een ernstig vitamine K-tekort. Men kan een vitamine K deficiëntie eveneens opsporen door middel van de protrombinetijd, de PT. Indien de PT>12s, kan er sprake zijn van een vitamine K-deficiëntie.
Zo wordt de verhouding tussen ondergecarboxyleerde en gecarboxyleerde fracties osteocalcine, afgekort tot UCR, beschouwd als een gevoelige indicator voor de algehele vitamine K status van het lichaam. In bot is de mate waarin osteocalcine gecarboxyleerd is een maat voor de vitamine K status.

### Volwassenen
Een tekort aan vitamine K bij volwassenen is zeldzaam, om een aantal redenen:
- Vitamine K komt in veel voedingsmiddelen voor.
- In de vitamine K-epoxidecyclus wordt vitamine K geschikt gemaakt voor hergebruik.
- De darmflora bevat bacteriën die menachinonen, vitamine K2, produceren, het is echter onduidelijk in hoeverre deze menachinonen kunnen worden geabsorbeerd.

Volwassenen met een verhoogd risico op vitamine K-deficiëntie zijn:
- mensen met malabsorptie voor vet,
- mensen met leverbeschadiging of leverziekten,
- gebruikers van antistollingsmiddelen uit de categorie coumarinederivaten,
- mensen met een verstoorde darmflora, waardoor de aanmaak en/of de opname van vitamine K ook onvoldoende kunnen zijn. Dit kan bijvoorbeeld het geval zijn na langdurig gebruik van antibiotica, chronische diarree of na verwijdering van een groot deel van de dunne darm.
- dialysepatiënten. De meeste nierdialysepatiënten hebben een vitamine K deficiëntie en suppletie met vitamine K2 vermindert bij deze groep een belangrijke voorspeller voor cardiovasculaire aandoeningen, namelijk de concentratie van de inactieve vorm van Matrix Gla proteïne MGP.[3]

### Borelingen en zuigelingen
Bij zuigelingen is vitamine K-deficiëntie een bron voor zorg. Pasgeboren baby's kunnen een tekort hebben aan vitamine K. Deze vitamine kan tijdens de zwangerschap niet via de placenta het ongeboren kind bereiken, waardoor het kind geen voorraad kan opslaan, bovendien wordt vitamine K versneld afgebroken in de lever door de pcb's en dioxines die de zuigeling via de moedermelk bereiken. De baby zelf heeft nog te weinig darmbacteriën om voldoende vitamine K aan te maken. Om bloedingen, vooral hersenbloedingen, te voorkomen, krijgen in Nederland alle zuigelingen direct na de geboorte 1000 µg vitamine K1 toegediend. Vanaf de achtste dag krijgt de baby dagelijks druppels met 150 µg vitamine K ter voorkoming van zogenaamde late deficiëntiebloedingen.
Na een advies van de Gezondheidsraad, heeft in Nederland de minister van VWS in 2011 het vitamine K-advies voor alle geborstvoede zuigelingen verhoogd van 25 µg per dag gedurende de eerste maanden naar 150 µg per dag. Reden voor deze wijziging is dat geborstvoede zuigelingen met een verstoorde vetabsorptie onvoldoende beschermd zijn, doordat bij hen vitamine K minder goed wordt opgenomen. Flesgevoede zuigelingen krijgen voldoende vitamine K via de flesvoeding.

## Gevolgen van een overschot
Bij personen die lijden aan overmatige bloedstolling, kan een overschot aan vitamine K trombose veroorzaken.

## Interacties
De werking van geneesmiddelen in de groep coumarinederivaten is gebaseerd op het blokkeren van de werking van vitamine K. Vitamine K in voeding of voedingsupplementen remt dus de effectiviteit van deze middelen, echter niet in een dosering van 100 µg vitamine K of minder.